# 13 minut
13 minut (niem. Elser) – niemiecko-włoski dramat biograficzny z 2015 roku w reżyserii Olivera Hirschbiegla, przedstawiający historię nieudanego zamachu na Hitlera w 1939 roku, dokonanego przez Georga Elsera. Zdjęcia kręcono w Berlinie (wykorzystano m.in. ratusz w Schönebergu).
Światowa premiera filmu mała miejsce 12 lutego 2015 roku, podczas 65. Międzynarodowego Festiwalu Filmowego w Berlinie, w ramach którego obraz wyświetlany był pozakonkursowo.
Polska premiera filmu nastąpiła 18 listopada 2015 podczas 23. Międzynarodowego Festiwalu Sztuki Autorów Zdjęć Filmowych Camerimage w Bydgoszczy.

## Obsada
- Christian Friedel jako Georg Elser
- Katharina Schüttler jako Elsa
- Burghart Klaußner jako Nebe
- Johann von Bülow jako Heinrich Müller
- Felix Eitner jako Eberle
- David Zimmerschied jako Josef Schurr
- Rüdiger Klink jako Erich
- Simon Licht jako SS Obergruppenführer
- Cornelia Köndgen jako Maria Elser
- Martin Maria Abram jako Ludwig Elser
- Michael Kranz jako Franz Xaver Lechner

i inni

## Nagrody i nominacje
28. ceremonia wręczenia Europejskich Nagród Filmowych
- nominacja: Najlepszy Europejski Aktor − Christian Friedel

65. ceremonia wręczenia Niemieckich Nagród Filmowych
- nominacja: najlepszy aktor pierwszoplanowy − Christian Friedel
- nominacja: najlepszy aktor drugoplanowy − Burghart Klaußner
- nominacja: najlepsze zdjęcia − Judith Kaufmann
- nominacja: najlepsza montaż − Alexander Dittner
- nominacja: najlepsza scenografia − Benedikt Herforth i Thomas Stammer
- nominacja: najlepsze kostiumy − Bettina Marx
- nominacja: najlepsza charakteryzacja − Tatjana Krauskopf i Isabelle Neu